# Cabreiroá (agua)
Cabreiroá es una empresa española productora de agua mineral, fundada en 1906 y propiedad de Hijos de Rivera, S.L.. El agua que produce es conocida con el nombre del manantial homónimo situado en Cabreiroá (Orense) y destaca por sus propiedades minero-medicinales.

## Historia

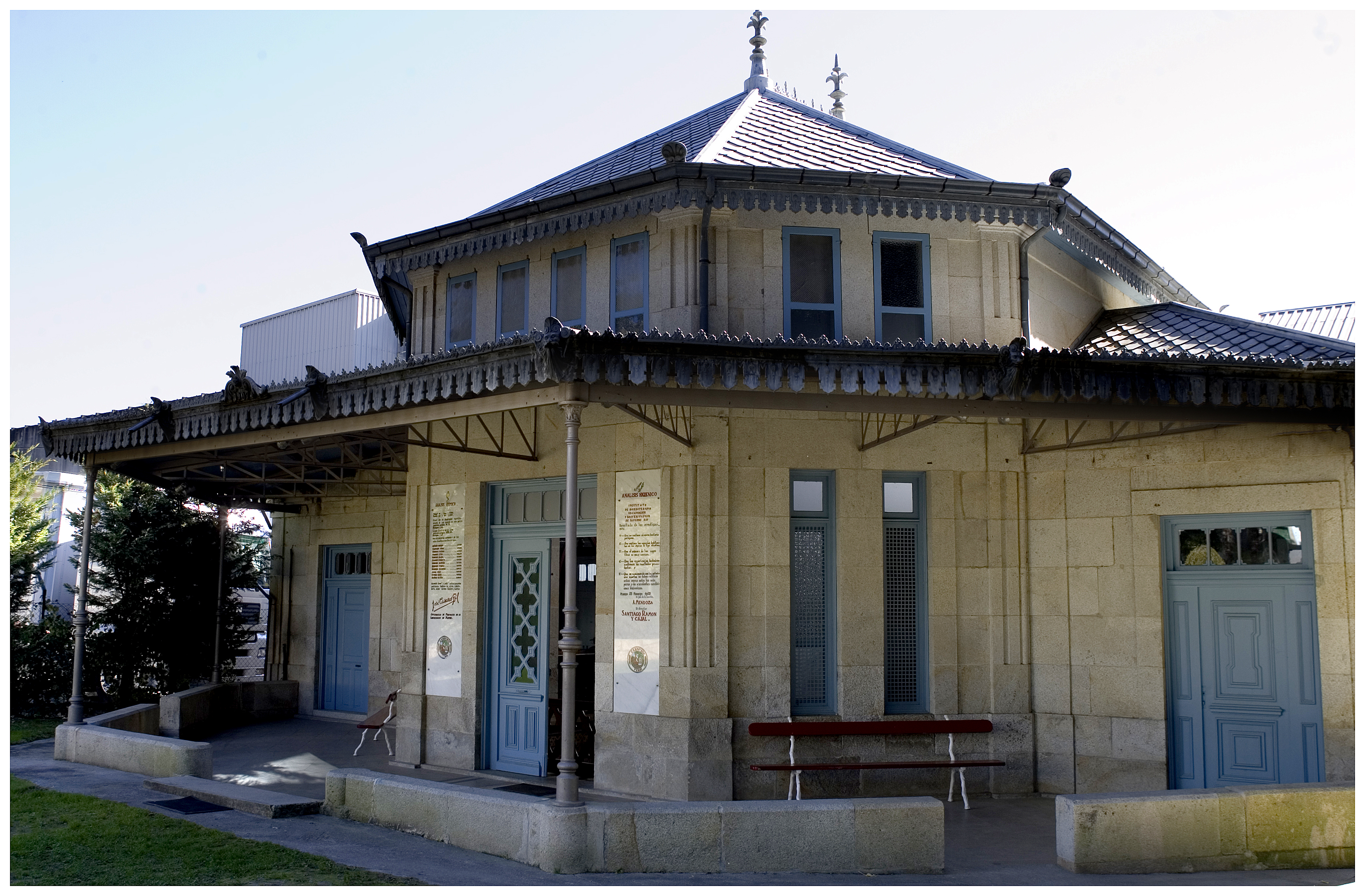
Exterior del manantial de Cabreiroá

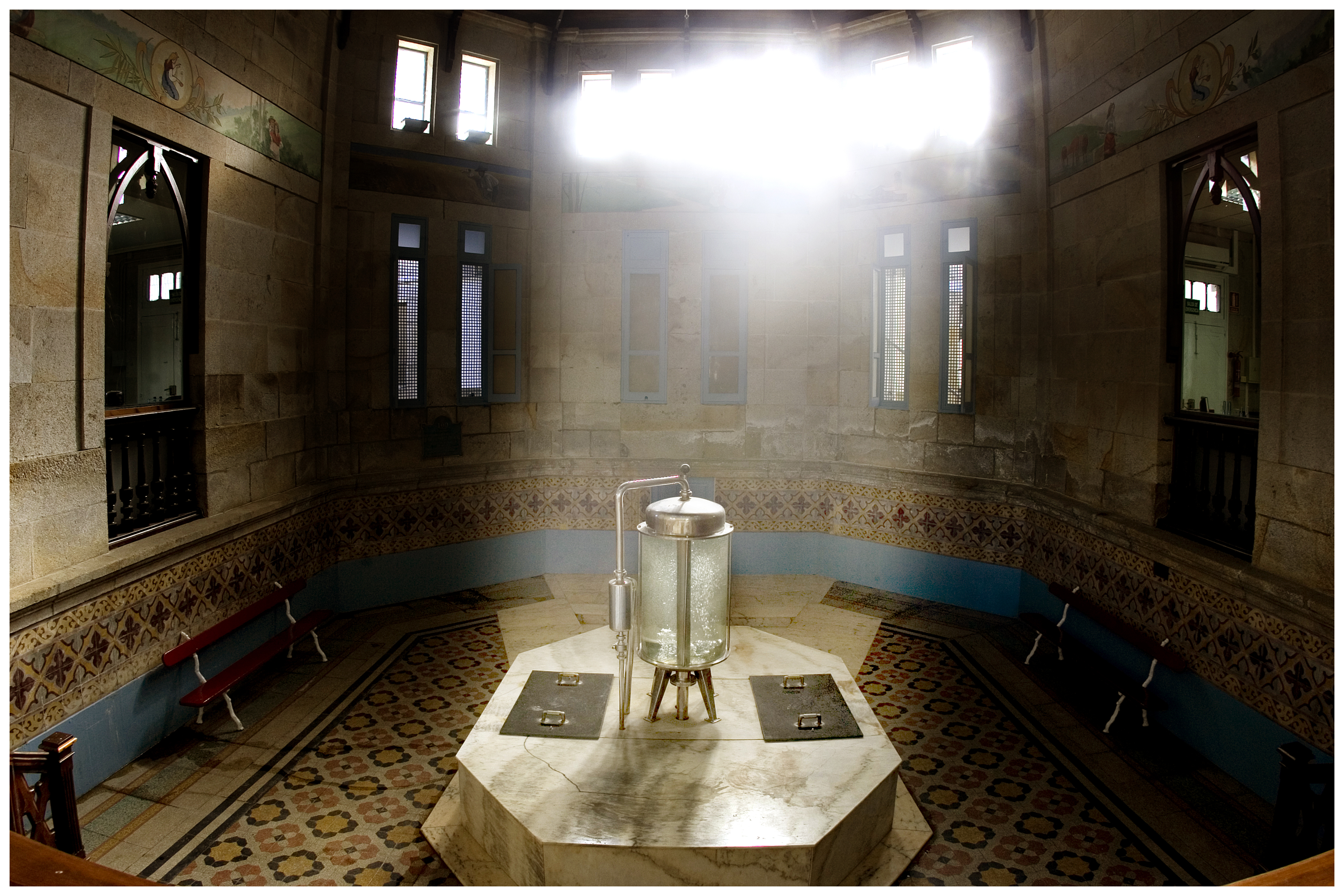
Interior del manantial de Cabreiroá

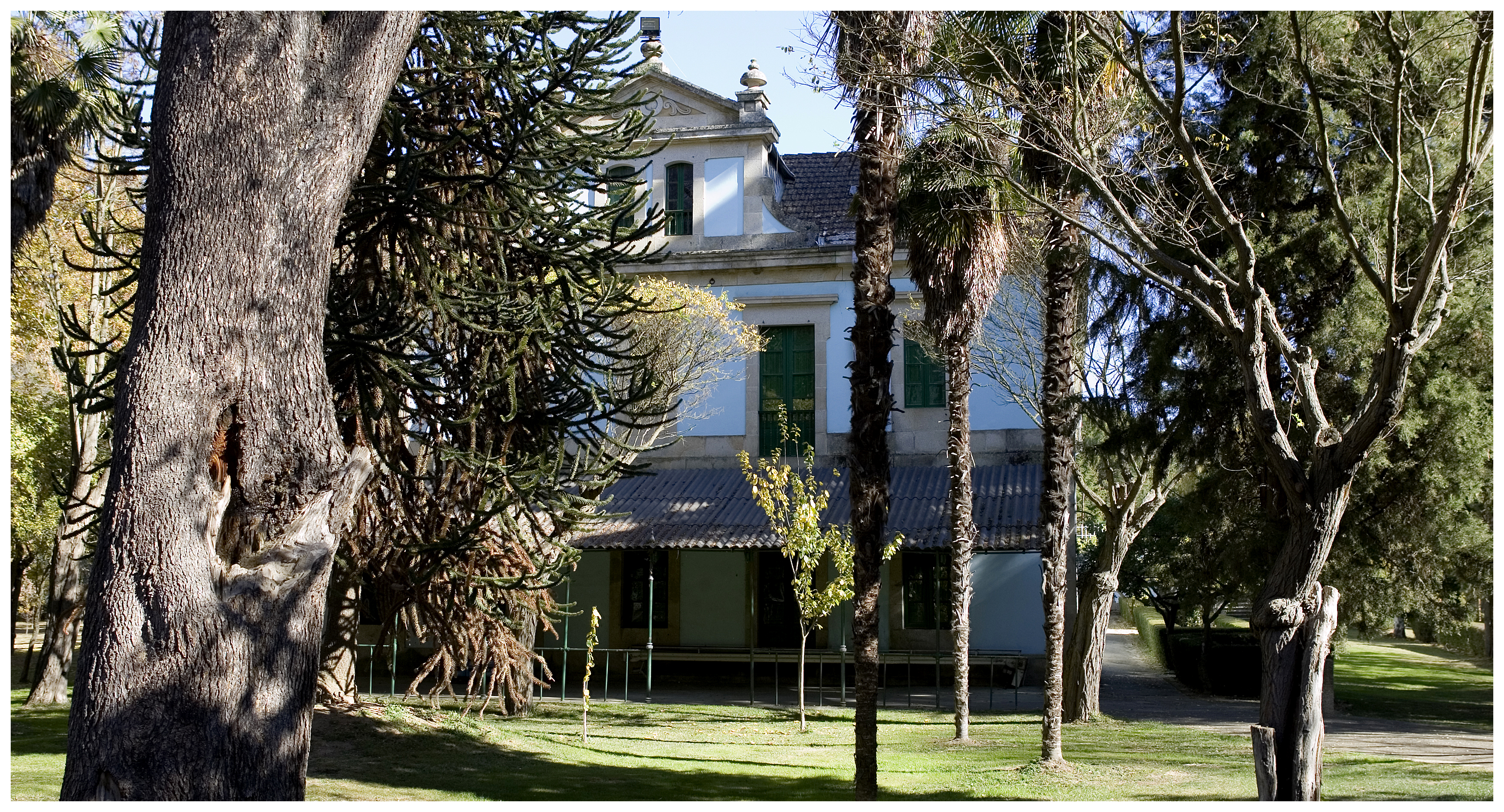
Balneario de Cabreiroá

En las cercanías de Verín (Orense) se encuentra el manantial de Cabreiroá, rodeado por frondosos bosques. El subsuelo granítico del que brota la dota de minerales y la convierte en fuente de salud y equilibrio. Rica en sílice y de mineralización débil, el agua de Cabreiroá facilita el proceso digestivo, ayuda a eliminar toxinas, equilibra el sistema nervioso central, beneficia la actividad cerebral y se encarga de almacenar nitrógeno.
Desde finales del siglo XIX el manantial de Cabreiroá era conocido por sus propiedades medicinales. Visitantes de todo el mundo empezaron a interesarse por este destino, hasta convertirlo en un lugar de peregrinaje para los agüistas. Con el incremento de flujo de visitantes, en 1906 los propietarios del manantial decidieron construir una planta de envasado para comercializar el agua. El éxito del manantial dio a conocer el agua internacionalmente, hasta que en el año 1906 Santiago Ramón y Cajal la declaró agua Minero-Medicinal.
Constatada la afluencia de miles de personas deseosas de mejorar su salud, los propietarios del manantial decidieron ofrecer una residencia con balneario. Incluso llegó a convertirse en un punto de encuentro para la burguesía Europea de principios de siglo. En el año 1936 y coincidiendo con el inicio de la guerra civil española, los propietarios tuvieron que cerrar las puertas del balneario, aunque su actividad embotelladora se mantuvo. El manantial se convirtió en un hospital de guerra, cedido por la propietaria Doña Cecilia Espínola. En el año 2006 Hijos de Rivera compró la totalidad del manantial, aunque participaban en el accionariado desde los años 90. En los últimos años y en la actualidad se ha invertido en cuidar y mantener el manantial aplicando nuevas tecnologías, para garantizar las condiciones y propiedades de esta agua.